# Бриксель, Франц (музыкант)
Франц Бриксель (нем. Franz Brixel; 15 апреля 1852, Вена — 21 апреля 1914, Вена) — австрийский музыкальный педагог.

## Биография
В 1863—1868 гг. студент Венской консерватории. Затем окончил Клавирную школу Хорака, ученик самого Эдуарда Хорака и Рудольфа Вильмерса. С 1870 г. преподавал в школе Хорака, редактировал выходившую в 1877—1878 гг. газету школы (нем. Musikzeitung der Horak’schen Clavierschule). С 1892 года и до конца жизни директор этого учебного заведения. Среди его учеников, в частности, Луиза Вандель.
Автор многочисленных фортепианных пьес дидактического назначения.
Под руководством Брикселя 14 марта 1909 года была, по случаю столетия смерти Йозефа Гайдна, вновь исполнена после столетнего забвения его оратория «Возвращение Товии»: в концерте был занят любительский оркестр, но крупные солисты — в частности, Герман Винкельман и Мария Зайф-Катцмайр.